# 광장공포증

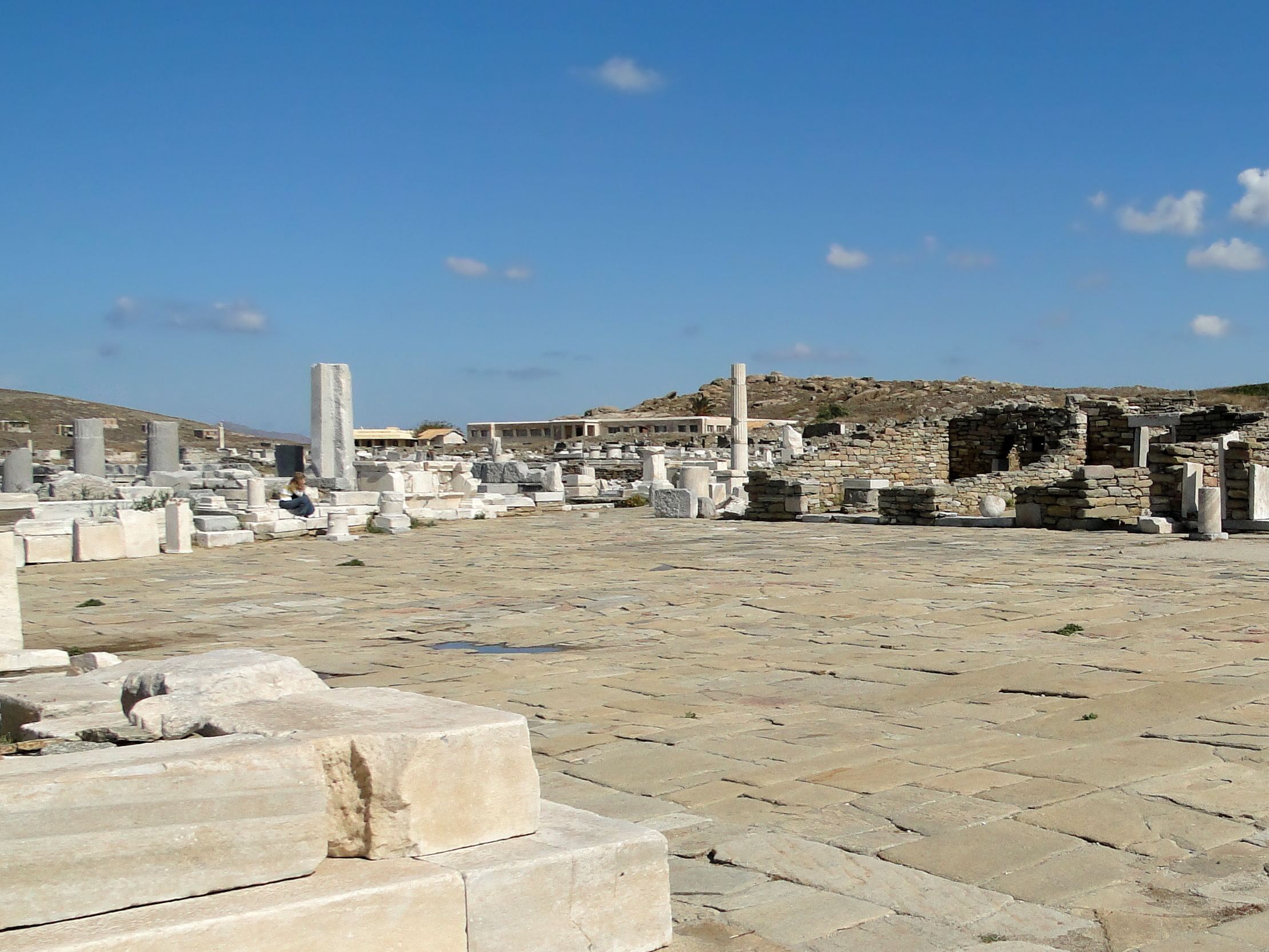

광장공포증(廣場恐怖症, 영어: agoraphobia)은 공황 발작이나 유사증상이 생길 경우 도움을 받기 어려운 장소에 있으면 불안하다고 느끼는 증상이다. 공황 발작과 연관성이 커서 같이 다루어진다. DSM-5에서는 별도의 변별진단 및 세부조건자(specifier,with~)로 분리되었다. 한편 공황증상은 공황장애와 다르다.

## 정의
1. 공황 발작이나 유사증상이 생길 경우 도움을 받기 어려운 장소에 있게 되는 것에 대한 불안
2. 공포회피반응
3. 다음이 아님 : 특정공포증, 강박장애, 외상후스트레스과 상관없이, 한국의 경우에는 광장에 모인 국민에 대한 집권층의 공포를 이르기도 한다.

## 사례
20대 후반의 여성인 B씨는 사람이 많고 넓은 쇼핑 센터나 백화점에 가는 것을 몹시 두려워한다. 그녀는 결혼한 직후 혼자 백화점에 들러 시장을 보던 중, 갑자기 머리가 어지럽고 뱃속이 울렁거리며 자신을 통제하지 못하고 큰소리를 지르거나 발버둥칠 것만 같은 극심한 불안감을 경험한 적이 있었다. 다른 사람과 함께 백화점에 가보아도, 입구에 들어서는 순간 밀려오는 공포감은 그녀를 고통스럽게 하였다. 그 후로 B씨는 백화점이나 쇼핑센터는 물론 사람이 많은 전철이나 버스를 타는 일조차 피하고 있다.

## 같이 보기
- 특정공포증